# Destacamento chetnik de Lim-Sandžak
El Destacamento chetnik de Lim-Sandžak (en serbio: Лимско—Санџачки Четнички Одред) fue una unidad militar de chetniks que se estableció en el norte de Montenegro y Sandžak a finales de junio de 1942, durante la Segunda Guerra Mundial. En agosto de 1942, estaba comandada por Pavle Đurišić y era la unidad militar más grande y de élite de Draža Mihailović en ese momento.

## Formación y estructura inicial
El Destacamento chetnik de Lim-Sandžak fue establecido por Pavle Đurišić, sobre la base de un acuerdo entre Đorđe Lašić y el general italiano Alessandro Pirzio Biroli firmado el 24 de julio de 1942 después de unos dos meses de negociaciones. El acuerdo "legalizó" el destacamento con las fuerzas de ocupación italianas. Los chetniks que no habían sido "legalizados" eran mucho más numerosos e importantes. Los italianos toleraron grupos de chetniks ilegales y les dieron el estatus de "milicia campesina nacional". El Destacamento chetnik de Lim-Sandžak era una unidad móvil que constaba de cuatro batallones, uno para cada región dentro del sector. Bijelo Polje, Berane, Andrijevica y Kolašin tenían un batallón cada uno. Según el acuerdo, el destacamento estaba autorizado a una fuerza de 1.500 hombres que recibían un salario, comida, ropa y armas de los italianos.

## Expansión
El 12 de julio de 1942, el cuartel general de los Chetniks se reunió en Zimonjića Kula para decidir sobre la asignación de comandos y áreas de responsabilidad, y Montenegro se dividió en sectores occidental y oriental. Bajo Stanišić fue designado comandante del sector occidental, mientras que Pavle Đurišić fue designado comandante del sector oriental, que coincidía con el territorio existente de su destacamento. En otra conferencia celebrada el mes siguiente, el sector de Đurišić se amplió para incluir Prijepolje, Priboj, Nova Varoš y Sjenica.
Después de esta expansión, el Destacamento chetnik de Lim-Sandžak se reorganizó en cuatro cuerpos:
- Cuerpo de Kom
- Cuerpo de Lim
- Cuerpo de Mileševa

Se planeó incluir el Cuerpo Dečane, que constaría de tres brigadas (Peć, Istok y Drenica) como parte del destacamento, pero este plan se quedó solo en el papel. Según los documentos chetnik, el Destacamento chetnik de Lim-Sandžak tenía 200 oficiales y 15.349 hombres disponibles para el servicio militar. Estaban armados con 13.116 fusiles, 51 ametralladoras ligeras, 15 ametralladoras y 5 morteros. Los italianos también autorizaron a Đurišić a levantar una gendarmería en su sector, que se utilizó para aterrorizar a los miembros y simpatizantes de los partisanos y la población en general.

## Batallas
El destacamento participó en la Tercera Ofensiva Enemiga contra los partisanos.
A mediados de mayo de 1943, antes del comienzo formal de la batalla de Sutjeska, alrededor de 2.000 hombres de este destacamento, incluido Đurišić, fueron capturados por las fuerzas alemanas. Vojislav Lukačević sucedió a Đurišić como comandante de los hombres restantes del destacamento.